# Slanke schouderboktor
De slanke schouderboktor (Stenocorus meridianus) is een keversoort uit de familie van de boktorren (Cerambycidae). De wetenschappelijke naam van de soort werd gepubliceerd in 1758 door Linnaeus in de tiende editie van Systema naturae.

## Beschrijving
Deze kever heeft een lengte die kan oplopen tot 25 mm. De kleur is variabel van dof geel tot bijna zwart. De soort heeft bruin gekleurde poten, maar kan zowel een zwart (vrouwtje) als een bruin (mannetje) gekleurde prothorax hebben. Het is een onhandige vlieger en laat zich bij verstoring liever uit de boom vallen.   

## Habitat
De boktor komt voor in de Kaukasus, Kazachstan en Europa (met uitzondering van de Faeröereilanden, Malta, IJsland, Ierland en sommige Italiaanse eilanden) en is daar te vinden aan de randen van beboste gebieden. De volwassen kevers bezoeken daar voornamelijk in de maanden mei en juni bloemen en struiken en eten af en toe loofbomen zoals iep, esdoorn en eik. De larven ontwikkelen zich in het hout van zieke of beschadigde loofbomen.